# Сасыкский заказник
Сасыкский заказник — охраняемая природная территория в Крыму, включающая часть акватории озера Сасык-Сиваш (2757 га). В Крыму это самое большое озеро, которое образовалось после обмеления залива Черного моря. Находится возле трассы Саки-Евпатория.
Озеро и примыкающие к нему участки суши являются уникальными из-за высокой степени концентрации биоценотических отношений природных комплексов, слагающих фауну беспозвоночных и позвоночных. В заповеднике находится более одиннадцати редких и эндемичных видов растений.
Возле озера располагаются поля солероса который способен расти в соленой почве. Озеро богато черной и голубой глиной. Розовый цвет озера обеспечивает водоросль живущая в сильно соленой воде Дуналиелла солоноводная (Dunaliella salina), которая вырабатывает каротиноиды.
Заказник создан 21 декабря 2011 года. Общая площадь ООПТ составляет 5000,0 га.
Комплексный Государственный заказник «Сасыкский» включен в Перечень особо охраняемых природных территорий регионального значения Республики Крым. Указанный перечень утвержден распоряжением Совета министров Республики Крым от 05.02.2015 № 69-р.

## Птицы
В пределах территории заказника Сасыкский обитают 206 видов птиц, среди которых цапля серая, цапля белая малая, цапля белая большая, чайка серебристая, лысухи, камышницы, лебеди — шипуны, бакланы, малый лебедь.

## Добыча соли
Соль образуется путем испарения жидкости под действием солнца. Соль из озера Сасык-Сиваш содержит бром, магний, кальций, а также хлористый натрий, каротин и калий соль.